# Димитър Насов
Димитър Насов е български революционер, прилепски селски войвода на Вътрешната македоно-одринска революционна организация.

## Биография
Насов е роден в село Смолани, Прилепско, в Османската империя, днес в Северна Македония. Войвода на селската чета в родното си село от 1903 година.